# John Fleming (biskup)
John Fleming (ur. 16 lutego 1948 w Ardpatrick) – irlandzki duchowny katolicki, biskup Killala w latach 2002–2024.

## Życiorys
Święcenia kapłańskie otrzymał 18 czerwca 1972 i został inkardynowany do diecezji Limerick. W latach 1974–1975 studiował prawo małżeńskie w Rzymie i Londynie, po czym został mianowany sekretarzem diecezjalnym oraz notariuszem diecezjalnego sądu. Niedługo później został także kapelanem Kongregacji Braci w Chrystusie oraz sióstr prezentek. W 1979 rozpoczął studia licencjackie z prawa kanonicznego w Rzymie, zaś 2 lata później, po powrocie do kraju, ponownie został sekretarzem diecezjalnym. W 1985 po raz kolejny wyjechał na studia do Rzymu i zamieszkał w Papieskim Kolegium Irlandzkim, gdzie przebywał do nominacji biskupiej. W latach 1993–2002 był rektorem tegoż kolegium.
19 lutego 2002 papież Jan Paweł II mianował go ordynariuszem diecezji Killala. Sakry udzielił mu 7 kwietnia 2002 arcybiskup metropolita Tuam - Michael Neary.
10 kwietnia 2024 papież przyjął jego rezygnację z pełnionego urzędu. 